# Argentat
Argentat is een plaats en voormalige gemeente in het Franse departement Corrèze (regio Nouvelle-Aquitaine) en telt 3111 inwoners (2004). De plaats maakt deel uit van het arrondissement Tulle. Argentat is op 1 januari 2017 gefuseerd met de gemeente Saint-Bazile-de-la-Roche tot de gemeente Argentat-sur-Dordogne. 

## Geografie
De oppervlakte van Argentat bedraagt 22,5 km², de bevolkingsdichtheid is 138,3 inwoners per km². De Dordogne stroomt door Argentat.
De onderstaande kaart toont de ligging van Argentat met de belangrijkste infrastructuur en aangrenzende gemeenten.

## Demografie
Onderstaande figuur toont het verloop van het inwonertal.